# Matuanus bruneonervus
Matuanus bruneonervus är en insektsart som beskrevs av Robillard 2008. Matuanus bruneonervus ingår i släktet Matuanus och familjen syrsor. Inga underarter finns listade i Catalogue of Life.